# 17166 Secombe
A 17166 Secombe (ideiglenes jelöléssel 1999 MC) a Naprendszer kisbolygóövében található aszteroida. John Broughton fedezte fel 1999. június 17-én.